# بریج‌تاون
بریج‌تاون پایتخت کشور باربادوس در آمریکای شمالی است.

## تاریخ
محل کنونی شهر در سال ۱۶۲۸ از سوی بریتانیایی‌ها بنیاد شد.
بریتانیایی‌ها پس از استقرار در جیمزتاون، بریج‌تاون را نیز بنیاد کردند.

## جمعیت
جمعیت این شهر ۹۶۵۷۸ نفر است (سال ۲۰۰۶).

## اقتصاد و هنر
بریج‌تاون از مراکز عمده گردشگری در هند غربی (در دریای کارائیب) و از مراکز مالی و همایشی ناحیه کارائیب است.
بریج‌تاون ژانویه هر سال میزبان جشنواره جاز باربادوس است.